# Paulus Diaconus
Paulus Diaconus (česky Pavel Jáhen, mezi 720-730? Furlansko – mezi 797-799? Monte Cassino) byl langobardský historik na dvoře Karla Velikého a také benediktinský mnich a neapolský jáhen.

## Život
Narodil se ve franské, šlechtické rodině jako syn Warnefrida a Theodelindy, kteří ve službách langobardského dvora odešli do italské Pavie. Paulus hodně cestoval, pobýval v Cividale del Friuli, a na dvoře císaře Karla Velikého v Cáchách. Nejpozději roku 774 se vrátil do kláštera Montecassino, kde napsal většinu svých děl. Prvním spisem byla Historia Romanorum, která v 16 knihách popisovala římskou historii. Jeho dílo Historia Langobardorum patří dodnes k cenným historickým zdrojům. Pro české dějiny je významné především tím, že k roku 595 jako první z historiků zmiňuje přítomnost západních Slovanů v našem sousedství, na území Bavorska - Bajuwarie a ve východních Alpách.
Vedle historického díla také psal kázání (homilie), napsal podrobný výklad k benediktinským regulím a skládal hymnické verše.

## Dílo
- Historia Romana
- Gesta episcoporum Mettensium
- Historia Langobardorum (v českém překladu Magdy Králové jako Dějiny Langobardů vydalo nakladatelství Argo)
- Homilie
- Hymnus Ut queant laxis